# Muraeninae
Muraenina è una sottofamiglia di pesci appartenente alla famiglia Muraenidae.

## Generi
- Genere Echidna Forster, 1777
- Genere Enchelycore Kaup, 1856
- Genere Enchelynassa Kaup, 1855
- Genere Gymnomuraena Lacepède, 1803
- Genere Gymnothorax Bloch, 1795
- Genere Monopenchelys Böhlke & McCosker, 1982
- Genere Muraena Linnaeus, 1758
- Genere Pseudechidna Bleeker, 1863
- Genere Rhinomuraena Garman, 1888
- Genere Strophidon McClelland, 1844
- incertae sedis
  - Leptocephalus erythraeus D'Ancona, 1928
  - Leptocephalus grassianus D'Ancona, 1928
  - Leptocephalus muraenoides D'Ancona, 1928